# 久和恵実
久和 恵実（きゅうわ めぐみ、1979年2月4日 - ）は富山県のフリーアナウンサー。富山県魚津市出身で血液型はO型。イベント、式典MCなども担当している。音楽・ライブが大好きで、行きたいライブがあれば全国どこへでも行く。

## 略歴
- 2001年4月にFMとやまに入社。同期のアナウンサーには田島悠紀子がいる。入社以降はローカル番組を担当し、同局退社時点では一番多くの担当番組数を持っていた。
- 担当番組の一つである『元気とやま情報スクエア』（富山県の広報番組）では月末に富山県知事石井隆一（当時）との対談も担当している。
- 2010年3月でFMとやまを退職し、現在は廣川奈美子が代表を務める株式会社コトノハに所属している。

## 担当番組
- Breakfast Show（月曜～金曜）

## 過去の主な出演番組
- ぷるるんポリス
- ミュージック10
- bee！Honey Seven
- 米田弥央・久和恵実の大喜利プラス 〜あなたはだんだんボケたくなる！〜（毎月第1金曜）
- IN THE MORNING（月・火曜）
- リバーリトリート雅樂倶 PRESENTS Time after time～ Good music selection ～（土曜）
- 元気とやま情報スクエア（毎月最終金曜）